# Pseudolycoriella
Pseudolycoriella is een muggengeslacht uit de familie van de rouwmuggen (Sciaridae).

## Soorten
- P. bruckii (Winnertz, 1867)
- P. brunnea (Bukowski & Lengersdorf, 1936)
- P. compacta Heller, 2000
- P. fuscorubroides (Mohrig & Blasco-Zumeta, 1996)
- P. hartmanni (Menzel & Mohrig, 1991)
- P. hispana (Lengersdorf, 1957)
- P. japonensis (Mohrig & Menzel, 1992)
- P. koreensis (Mohrig & Menzel, 1992)
- P. monticula (Mohrig & Menzel, 1992)
- P. morenae (Strobl, 1900)
- P. nodulosa (Mohrig & Krivosheina, 1985)
- P. paludum (Frey, 1948)
- P. rigua (Menzel & Mohrig, 1991)
- P. semialata (Edwards, 1913)
- P. subbruckii (Mohrig & Hövemeyer, 1992)
- P. submonticula (Mohrig & Mamaev, 1990)
- P. subvetula Rudzinski, 2000